# Тюменский кремль
Тюменский кремль или Тюменский острог — деревянная крепость у впадения реки Тюменки в Туру, с которой началась история современной Тюмени. Первая русская крепость в Сибири.

## История

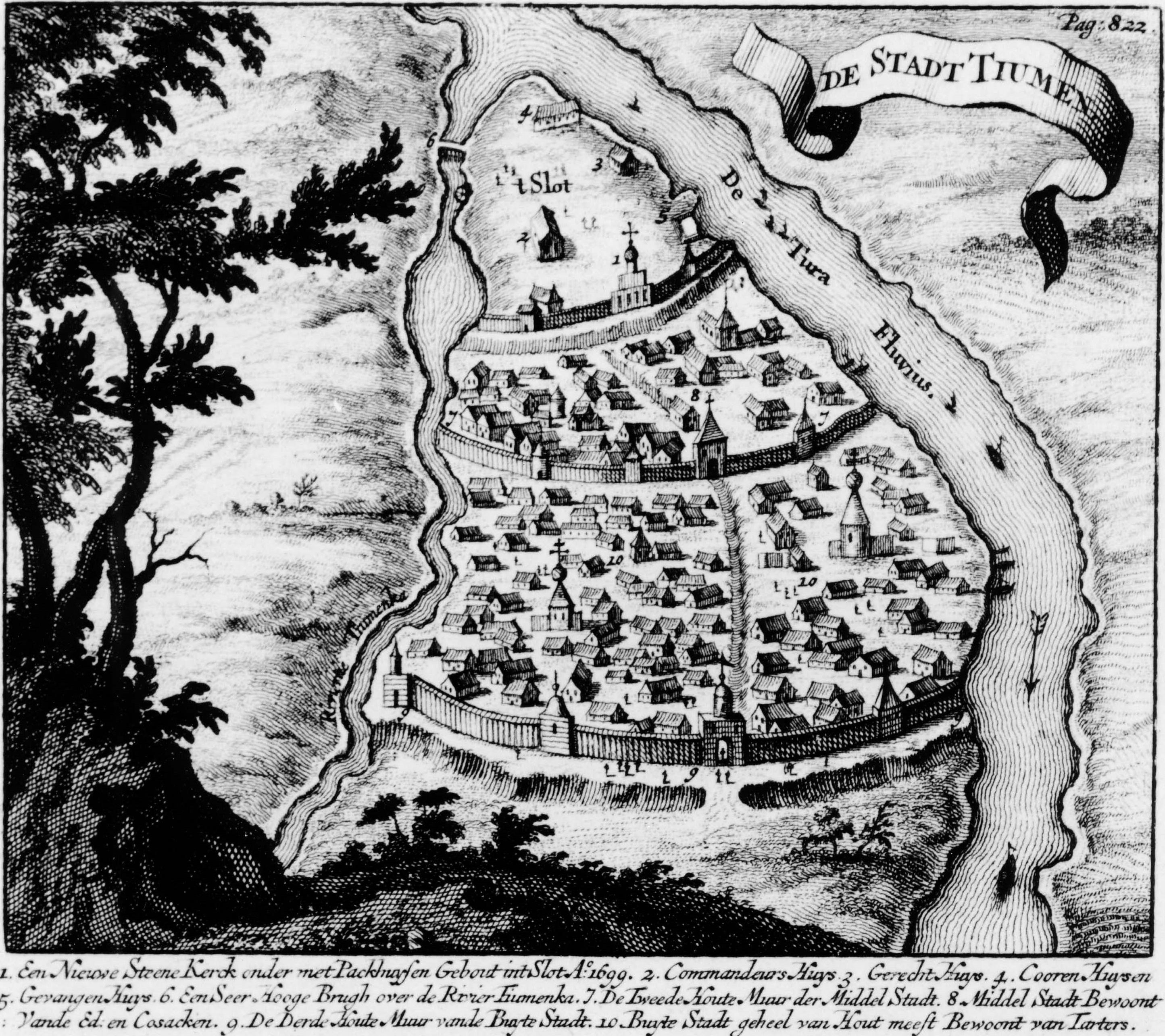
Рисунок Тюмени между пожарами 1668 и 1695 годов. Гравюра из книги Н. Витсена «Северная и Восточная Тартария»

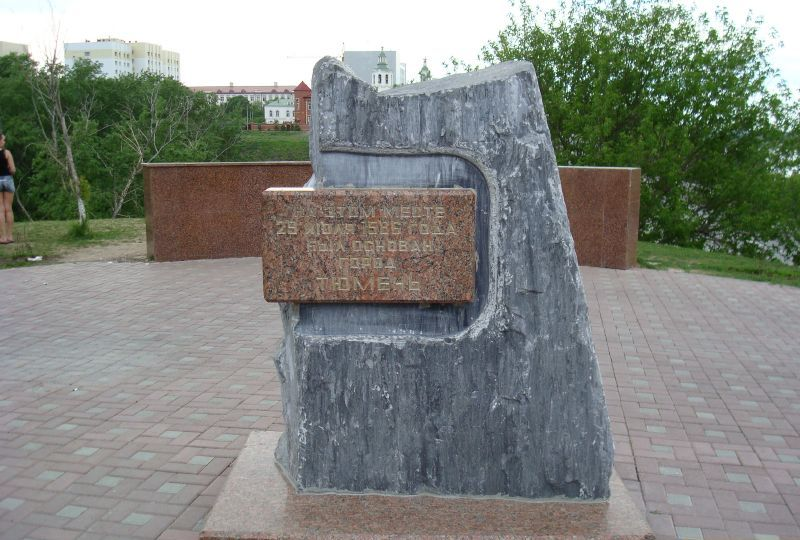
Памятный камень на месте основания города Тюмень

Строительство Тюменского острога было начато 29 июля 1586 года под руководством посланных за Урал воевод Василия Сукина и Ивана Мясного. Их отряд стрельцов пополнился уцелевшими в боях ермаковскими казаками во главе с атаманами Матвеем Мещеряком и Черкасом Александровым. К строительству острога также привлекли местных татар. Для строительства выбрали площадку на просторном мысу, господствующем над местностью, не став восстанавливать лежавшую в развалинах татарскую Чинги-Туру. Всего за неделю был сооружён острог, состоявший из вертикально вкопанных в землю и плотно пригнанных друг к другу заострённых брёвен. С западной стороны укрепление было защищено оврагами Тюменки, с восточной — крутым берегом Туры. С напольной южной стороны был насыпан земляной вал и выкопан ров. В крепости были построены съезжая изба, жилые дома, амбары и церковь Всемилостивого Спаса, первая в Сибири. Строители крепости стали первыми её жителями.
Наскоро сооружённый первоначальный острог прослужил всего несколько лет. Уже в начале 1590-х годов вместо него поставили новый, более основательный, «рубленный город» с башнями и острожной стеной. Его описание присутствует в дозорной книге 1624 года. Он состоял из 106 городней и восьми башен. Одна из проезжих башен называлась Спасской и находилась с юго-восточной стороны. Другая проезжая башня находилась с северо-западной стороны и вела на мост через Тюменку к дороге на Туринск. С напольной стороны крепостная стена была укреплена четырьмя башнями. В самом остроге находилась караульная башня с постоянным дозором. К крепости с юго-восточной стороны примыкал посад.
Благодаря выгодному географическому положению Тюменский острог стал опорным пунктом освоения Западной Сибири и в скором времени превратился в важный торговый центр. Царь Фёдор Иванович своим указом разрешил бухарским и ногайским купцам вести беспошлинную торговлю в Тюмени. Вскоре на противоположенном от крепости берегу Туры образовалась Бухарская слобода. В течение XVII века город активно развивался и перестраивался. Несколько раз Тюменский кремль становился жертвой опустошительных пожаров — в 1620, 1687 и 1695 годах.
Деревянный Тюменский кремль не сохранился. Его место с течением времени было подмыто Турой. Сегодня вблизи бывшей крепости расположена Историческая площадь, на которой имеется памятный камень в честь основания Тюмени.